# Marina District (San Francisco)
Marina District es un barrio de San Francisco, California. Está situado en lugar donde se presentó la Exposición Universal de San Francisco de 1915, celebrada tras el terremoto de 1906 y que conmemoraba el resurgimiento de la ciudad. Además del Palacio de Bellas Artes (POFA), se derribaron otros muchos edificios para construir el nuevo barrio.

## Localización
La zona está rodeada, al este, por Van Ness Avenue y Fort Mason; al oeste, por Cow Hollow, Lyon Street y el parque nacional Presidio; al sur, por Lombard Street, que divide en dos al barrio de Marina District. La mitad norte de Marina es una orilla de la Bahía de San Francisco e incluye Marina Green, un pintoresco parque junto al puerto deportivo del que el barrio toma su nombre (marina, en inglés, se traduce como "puerto deportivo").
La mayor parte del barrio de Marina es un terreno ganado al mar, lo que la hace especialmente susceptible al fenómeno de licuefacción en caso de terremotos. Esto provocó un gran daño a la zona durante el terremoto de Loma Prieta de 1989.

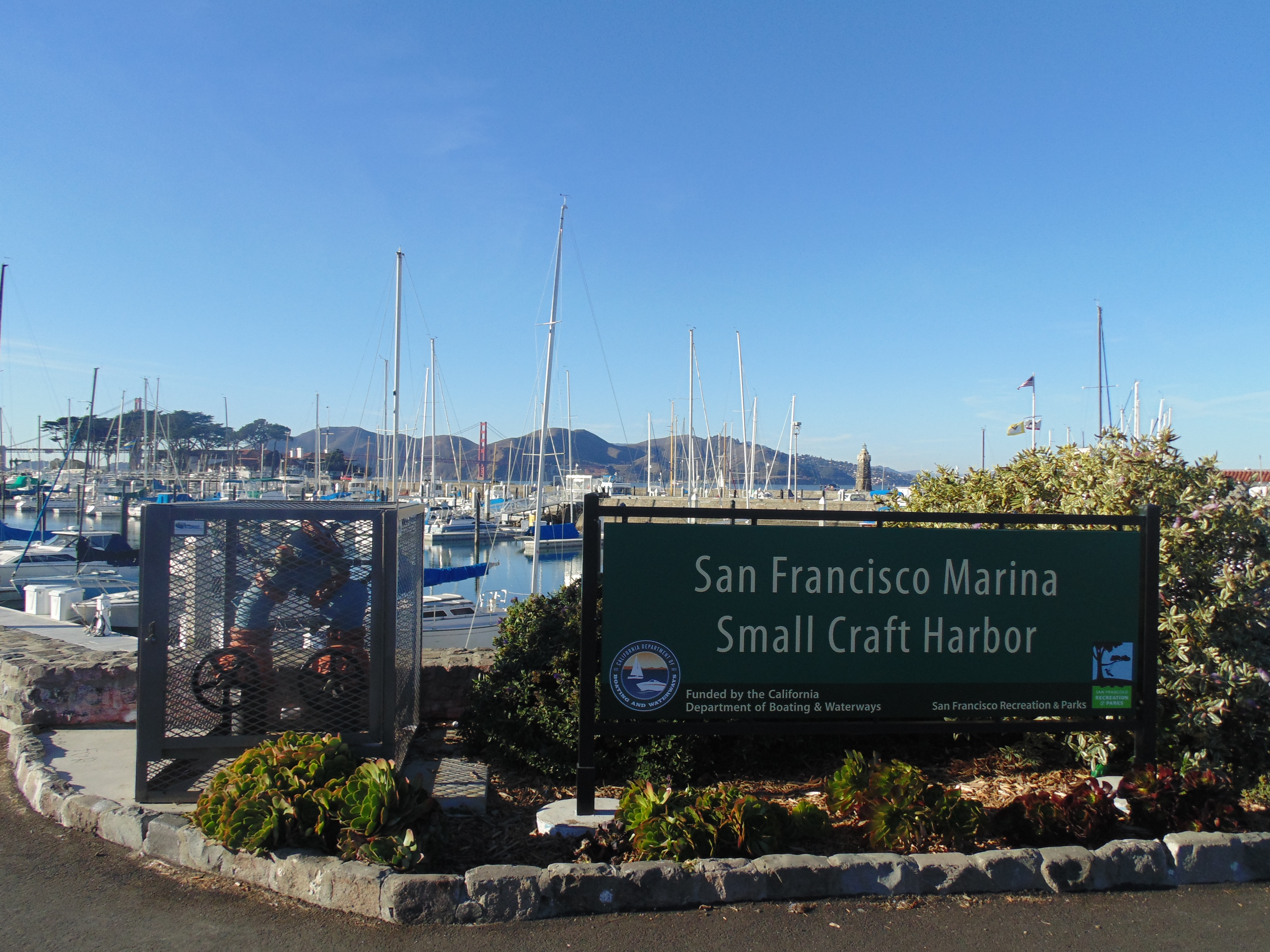
San Francisco Marina